# مركان (إيران)
مَرْكَانُ (بالفارسية: مرگان) قرية في ناحية سردشت في إيران. في إحصاء 2006، لوحظ وجودها،[مبهم] ولكن لم يتم الإبلاغ عن سكانها.[مبهم]